# Tel Baruch Cafon

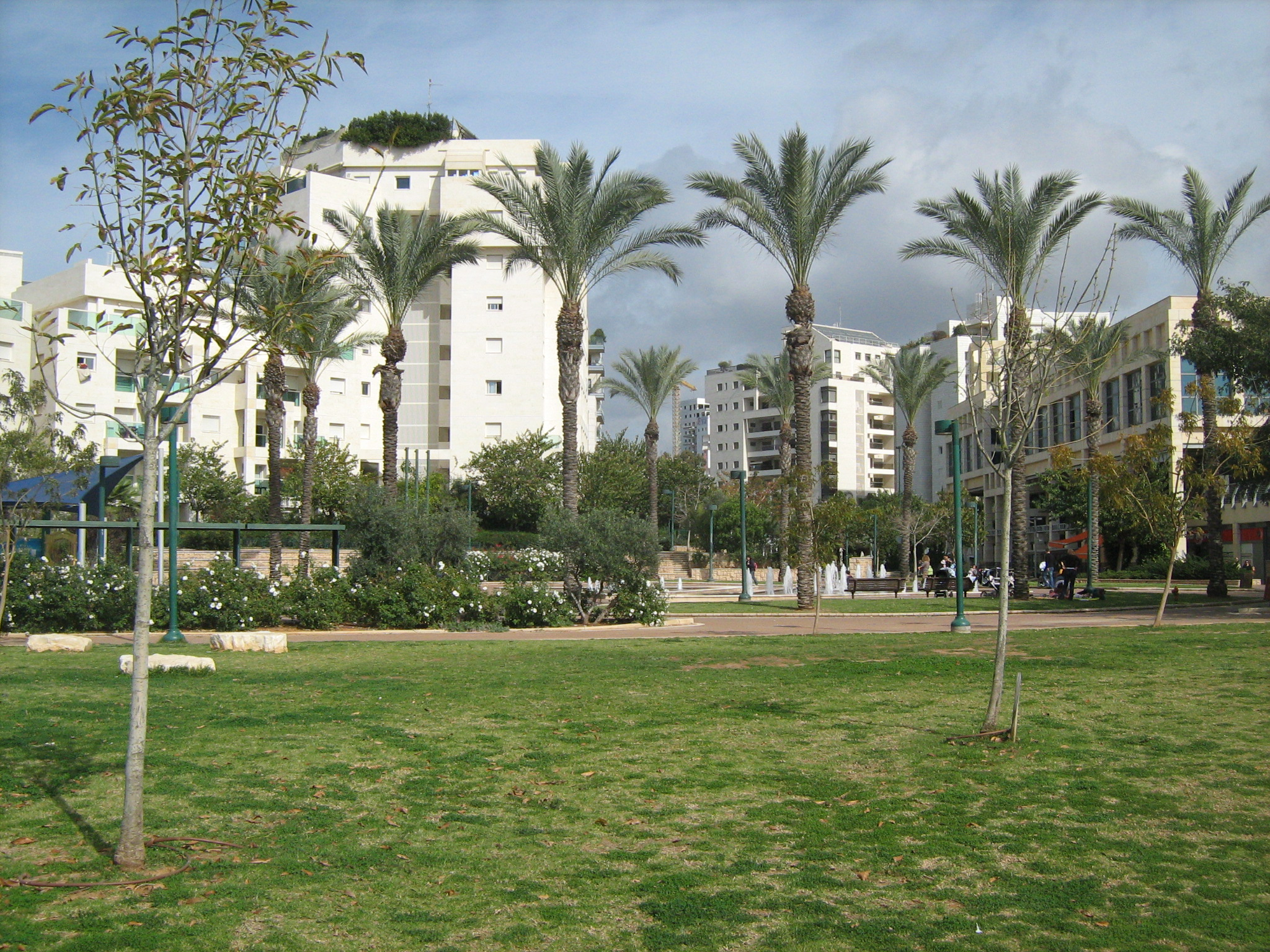
Zástavba ve čtvrti Tel Baruch Cafon, Merkaz Mikado

Tel Baruch Cafon (hebrejsky: תל ברוך צפון, doslova Baruchův pahorek-sever, pro odlišení od sousední čtvrti Tel Baruch Darom) je čtvrť v severovýchodní části Tel Avivu v Izraeli. Je součástí správního obvodu Rova 2 a samosprávné jednotky Rova Cafon Mizrach.

## Geografie
Leží na severovýchodním okraji Tel Avivu, cca 3,5 kilometru od pobřeží Středozemního moře a cca 2,5 kilometru severně od řeky Jarkon, v nadmořské výšce okolo 40 metrů. Dopravní osou je takzvaná Ajalonská dálnice (dálnice číslo 20), která probíhá po západním okraji čtvrti. Na jihozápadě sousedí se čtvrtí Tel Baruch Darom, na jihu s Ne'ot Afeka Bet (včetně podčásti Giv'at ha-Perachim) na severu leží hřbitov Kirjat Ša'ul.

## Popis čtvrti
Plocha čtvrti je vymezena na severu okrajem katastru města Ramat ha-Šaron, na jihu ulicí Josef Milo a Chana Rovina, na východě ulicí Bnej Efrajim a na západě Ajalonskou dálnicí. Zástavba má převážně charakter vícepodlažních bytových domů. V roce 2007 tu žilo 7990 obyvatel (údaj společný pro čtvrtě Tel Baruch Darom, Tel Baruch Cafon a Revivim). 